# Ronan Bennett
Ronan Bennett (Belfast, 14 gennaio 1956) è uno scrittore, sceneggiatore ed ex militante dell'IRA britannico.
Nato e cresciuto a Belfast, dopo aver vissuto una sofferta esperienza di militanza politica (accusato di appartenenza all'Official IRA) ed essersi laureato in Storia presso il King's College, di Londra, ha intrapreso una carriera di scrittore che non si è mai allontanata dall'impegno civile e dall'esigenza di testimoniare la difficile realtà sociale e politica del suo o di altri Paesi. Scrive regolarmente per The Guardian e The Observer.

## Filmografia

### Cinema
- A Further Gesture, regia di Robert Dornhelm (1997)
- Lucky Break, regia di Peter Cattaneo (2001)
- Face, regia di Antonia Bird (1997)
- Nemico pubblico - Public Enemies (Public Enemies), regia di Michael Mann (2009)

### Televisione
- A Man You Don't Meet Every Day, regia di Angela Pope – film TV (1994)
- Rebel Heart, regia di John Strickland – miniserie TV (2001)
- Fields of Gold, regia di Bill Anderson – film TV (2002)
- The Hamburg Cell, regia di Antonia Bird – film TV (2004)
- 10 Days to War, regia di Bruce Goodison e David Belton – miniserie TV (2008)
- Hidden, regia di Niall MacCormick – miniserie TV (2011)
- Top Boy – serie TV, 32 episodi (2011-2023)
- Gunpowder, regia di J Blakeson – miniserie TV (2017)
- The Day of the Jackal – serie TV (2024- in corso)
- MobLand – serie TV (2025)

## Opere
- La seconda prigione. Uscire dal carcere non e che l'inizio. Evadere dal proprio passato questa e la vera sfida (The Second Prison, 1991, Gamberetti, 1994 ISBN 9788879900096)
- Overthrown by Strangers (1992)
- The Catastrophist (1997)
- Havoc in Its Third Year (2004)
- Zugzwang. Mossa obbligata (Zugwang, 2007, TEA, 2008 ISBN 9788850219063)